# شپند حسنی
شپند حسنی (انگلیسی: Shpend Hasani؛ زادهٔ ۲۴ مارس ۱۹۹۶) بازیکن فوتبال اهل آلمان است.
از باشگاه‌هایی که در آن بازی کرده‌است می‌توان به باشگاه فوتبال آلمانیا آخن اشاره کرد.